# Andira spinulosa
Andira spinulosa är en ärtväxtart som beskrevs av George Bentham. Andira spinulosa ingår i släktet Andira och familjen ärtväxter. Inga underarter finns listade i Catalogue of Life.